# Kostel apoštola Pavla (Jihlava)
Kostel apoštola Pavla v Jihlavě (Speratuskirche, Paulskirche) je evangelický kostel postavený v letech 1875–1878 ve stylu pruských staveb romantického historizmu pro luteránskou obec v Jihlavě. Stojí na Dvořákově ulici při západním okraji historického centra. Nese jméno apoštola Pavla, zasvěcení bylo ale provedeno na počest luterského reformátora Paula Sperata, který v Jihlavě působil (vzhledem k luterskému vyznání však nebyl svatý). Někdy však bývá nesprávně označován jako kostel svatého Pavla nebo dokonce kostel svatého Petra a Pavla (např. po mnoho let na mapy.cz).
Od roku 2006 je kostel chráněn jako kulturní památka.

## Popis
Kostel je jednolodní stavba s věží, v níž jsou umístěny hodiny, vstup je orientován na východ. Zatímco hlavní loď kostela má architektonickou formu historizující novogotiky, věž je postavena v puristickém stylu. Původně měl kostel dva zvony, v roce 1916 byl však jeden z nich zabaven, druhý dodnes slouží. 

## Historie
Luteránská obec sice v Jihlavě existovala již od roku 1861, svou svatyni nicméně postavila teprve v letech 1875 - 1878. Finanční prostředky na její stavbu byly sebrány s výraznou pomocí Gustava-Adolpha Vereina. Architektonický návrh kostela zhotovil Alois Netsh, který kostel přes poměrně pozdní dobu jeho stavby vytvořil ve stylu novogotiky, připomínat měl pruské stavby romantického historismu. Pozemek pro stavbu na tehdejším anenském předměstí poskytla obec. Vysvěcení proběhlo 18. 10. 1878.
Zasvěcení kostela apoštolu Pavlovi bylo učiněno na počest kazatele Paula Sperata, který v Jihlavě působil v letech 1522–1523, a přestože jeho působení bylo krátké, do té doby výrazně katolickou Jihlavu se mu podařilo přiklonit k reformaci. Stavba měla původně nízkou věž, současnou podobu získala při přestavbě roku 1913 (architektem věže byl Eduard Neubauer). Již předtím bylo ale do kostela zavedeno plynové osvětlení (1903), další opravy probíhaly v roce 1928, v 50. letech 20. století. Novou fasádu kostel dostal při opravách v roce 1995, od roku 1999 jsou pak hodiny v jeho věži řízeny signálem středoevropského času.  
Po roce 1920 užívali kostel čeští i němečtí evangelíci, po odsunu Němců pouze Češi. Dnes je kostel majetkem Farního sboru Českobratrské církve evangelické v Jihlavě.